# Naslavcea (mijanka)
Naslavcea – mijanka i przystanek kolejowy w miejscowości Naslavcea, w rejonie Ocnița, w Mołdawii. Położona jest na linii Ocnița – Żmerynka.